# Pruna (album)
Pruna est un album studio d'Erik Marchand et du groupe de musique folklorique Les Balkaniks paru sur le label Le Chant du Monde le 26 mars 2004. 

## Historique
Cet album est le résultat de la rencontre d'Erik Marchand et sa musique traditionnelle bretonne utilisant le Kan ha diskan avec les musiciens d'origines variées venant des Balkans.

## Titres de l'album
1. Ar Foll
2. Kastell ar mignoned
3. Reuziou ar brezel (première partie)
4. Reuziou ar brezel (deuxième partie)
5. Ar bloaz daou vil (première partie)
6. Ar bloaz daou vil (deuxième partie)
7. Adda kaleh
8. Pruna
9. Talvoudegez ar feiz
10. Gewier (première partie)
11. Gewier (deuxième partie)

## Musiciens ayant participé à l'album
- Erik Marchand, chant
- Jacky Molard, violon
- Gabriel Kerdoncuff, bombarde, bugle
- Le Taraf de Caransebes (Roumanie) et des musiciens de Moldavie, Serbie ou Turquie[1]